# Џошуа Вајс
Џошуа Џонатан Џулијус Вајс (енгл. Joshua Jonathan Julius Wyse; 24. март 2001) сијералеонски је пливач чија специјалност су спринтерске трке слободним и делфин стилом.

## Спортска каријера
Вајс је дебитовао на међународној сцени на Олимпијским играма младих 2018. у Буенос Ајресу где је у квалификацијама трке на 50 слободно заузео 47. место у конкуренцији 54 пливача. У децембру исте године по први пут се такмичио у сениорској конкуренцији, и то на светском првенству у малим базенима чији домаћин је био кинески град Хангџоу.
На светским првенствима у великим базенима дебитовао је у корејском Квангџуу 2019. где је наступио у квалификационим тркама на 50 делфин (86. место) и 50 слободно (114. место). Месец дана касније пливао је и на Афричким играма у Казабланци, а обе трке у којима је учествовао завршио је на зачељу табеле.